# Katie Lowes
Katie Quinn Lowes (Queens, 22 settembre 1982) è un'attrice e regista teatrale statunitense, nota per il ruolo di Quinn Perkins nella serie televisiva Scandal.

## Biografia
Nata nel Queens a New York, figlia di una donna ebrea e un uomo irlandese e cattolico, si laurea nell'università Tisch School of the Arts di New York in recitazione; la sua prima apparizione è in Four Saints in Mexico. Nel 2004, Katie Lowes ottiene il suo primo ruolo nella serie Rescue Me del canale FX e in seguito è la coprotagonista insieme a Marcia Gay Harden nel pilot di Hate. Dopo questi ruoli è stata una guest star in numerosi show tra cui I Soprano, Senza traccia, NCIS - Unità anticrimine, Ghost Whisperer - Presenze, Castle, Leverage - Consulenze illegali e The Closer. Nel 2008 è insieme a Laurie Metcalf, in Easy Money, show comico-drammatico della The CW. Oltre agli show televisivi, Katie appare nei seguenti film: The Job (2009), Bear (2010), e Café (2011).
Katie Lowes è però conosciuta per il suo ruolo di Quinn Perkins, il cui vero nome è Lindsay Dwyer, nelle serie drammatica a tema politico Scandal della ABC, creata da Shonda Rhimes. Prima di Scandal, Katie Lowes ha fatto delle apparizioni negli altri show di Shonda Rhimes quali Grey's Anatomy e Private Practice. Prima di avere questo ruolo nello show, ha lavorato come tata del figlio adottivo di Connie Britton.
Vive a Los Angeles con il marito, l'attore Adam Shapiro, che ha interpretato il fidanzato del personaggio di Katie nell'episodio 12 della seconda stagione di Scandal. Insieme al marito fa parte dei fondatori e direttori della compagnia teatrale IAMA di Los Angeles.

## Filmografia

### Attrice

#### Cinema
- Quarter Life Crisis, regia di Kiran Merchant (2006)
- No Man's Land: The Rise of Reeker, regia di Dave Payne (2008)
- Transformers - La vendetta del caduto (Transformers: Revenge of the Fallen), regia di Michael Bay (2009)
- The Job, regia di Shem Bitterman (2009)
- Circle of Eight, regia di Stephen Cragg (2009)
- Chris Weisberg Is Growing Bald, regia di Payman Benz – cortometraggio (2009)
- Bear, regia di John Rebel (2010)
- Phil Cobb's Dinner for Four, regia di Laurene Williams (2011)
- Super 8, regia di J. J. Abrams (2011)
- Café, regia di Marc Erlbaum (2011)
- By the Time the Sun Is Hot, regia di Brad Kester – cortometraggio (2011)
- Effetti collaterali (Side Effects), regia di Steven Soderbergh (2013)
- No She Wasn't, regia di Daniel Goldstein – cortometraggio (2015)
- A Million Eyes, regia di Richard Raymond – cortometraggio (2019)

#### Televisione
- Rescue Me – serie TV, 1 episodio (2004)
- Così gira il mondo (As the World Turns) – serie TV, 2 episodi (2004-2005)
- Hate – serie TV, 1 episodio (2005)
- Sentieri (Guiding Light) – serie TV, 1 episodio (2005)
- Damage Control – serie TV, 1 episodio (2005)
- I Soprano (The Sopranos) – serie TV, 1 episodio (2006)
- Senza traccia (Without a Trace) – serie TV, 1 episodio (2006)
- NCIS - Unità anticrimine (NCIS) – serie TV, episodio 4x22 (2007)
- Ghost Whisperer - Presenze (Ghost Whisperer) – serie TV, 1 episodio (2008)
- Swingtown – serie TV, 2 episodi (2008)
- Easy Money – serie TV, 8 episodi (2008-2009)
- Castle – serie TV, episodio 1x07 (2009)
- Leverage - Consulenze illegali (Leverage) – serie TV, 1 episodio (2010)
- Private Practice – serie TV, 2 episodi (2010)
- Grey's Anatomy – serie TV, episodio 7x22 (2011)
- The Closer – serie TV, 1 episodio (2011)
- Royal Pains – serie TV, 1 episodio (2012)
- Scandal – serie TV, 124 episodi (2012-2018)
- Christmas Takes Flight, regia di Michael Robison – film TV (2021)
- Inventing Anna – miniserie TV, 9 puntate (2022)

### Doppiatrice
- Ralph Spaccatutto (Wreck-It Ralph), regia di Rich Moore (2012)
- Frozen - Il regno di ghiaccio (Frozen), regia di Chris Buck e Jennifer Lee (2013)
- Winston (Feast), regia di Patrick Osborne – cortometraggio (2014)
- Big Hero 6, regia di Don Hall e Chris Williams (2014)
- Zootropolis (Zootopia), regia di Byron Howard e Rich Moore (2016)
- Voltron: Legendary Defender – serie animata, 3 episodi (2017-2018)
- Ralph spacca Internet (Ralph Breaks the Internet), regia di Rich Moore e Phil Johnston (2018)
- Vivo, regia di Kirk DeMicco (2021)
- Strange World - Un mondo misterioso, regia di Don Hall (2022)

## Doppiatrici italiane
Nelle versioni in italiano delle opere in cui ha recitato, Katie Lowes è stata doppiata da:
- Letizia Scifoni in Leverage - Consulenze illegali, Inventing Anna
- Domitilla D'Amico in NCIS - Unità anticrimine
- Sabrina Duranti in Ghost Whisperer - Presenze
- Emanuela Damasio in Castle
- Myriam Catania in Private Practice
- Alessia Amendola in The Closer
- Valentina Pollani in Scandal

Da doppiatrice è sostituita da:
- Giulia Greco in Ralph Spaccatutto, Ralph spacca Internet
- Valentina Favazza in Winston
- Valeria Vidali in Big Hero 6
- Franca D'Amato in Zootropolis
- Claudia Scarpa in Strange World - Un mondo misterioso